# Cook's Harbour
Cook's Harbour is een gemeente (town) in de Canadese provincie Newfoundland en Labrador. De gemeente ligt in het uiterste noorden van het eiland Newfoundland.

## Geschiedenis
De plaats werd in 1764 door de Britse zeevaarder James Cook naar zichzelf vernoemd ten tijde van zijn cartografische expeditie langs de kusten van Newfoundland.
In 1956 werd het dorp een gemeente met de status van local government community (LGC). Tussen 1966 en 1971 veranderde de status van de gemeente naar die van local improvement district (LID). In 1980 werden LID's op basis van de Municipalities Act als bestuursvorm afgeschaft en werd Cook's Harbour automatisch een town.

## Geografie
Cook's Harbour ligt helemaal in het noorden van het Great Northern Peninsula, het meest noordelijke gedeelte van Newfoundland. Het dorp ligt 3,5 km ten zuidoosten van Cape Norman, de noordelijke kaap van het eiland. Het is daardoor de meest noordelijk gelegen gemeente van Newfoundland.

## Demografie
Demografisch gezien is Cook's Harbour, net zoals de meeste kleine dorpen op Newfoundland, aan het krimpen. Op het afgelegen Great Northern Peninsula zet deze trend zich nog steviger door dan gemiddeld. Tussen 1986 en 2021 daalde de bevolkingsomvang van 390 naar 118. Dat komt neer op een daling van 272 inwoners (-69,7%) in 35 jaar tijd.
| Demografische ontwikkeling van Cook's Harbour tussen 1951 en 2021          |
| -------------------------------------------------------------------------- |
|                                                                            |
| Bron: Statistics Canada (1951–1986, 1991–1996, 2001–2006, 2011–2016, 2021) |